# إجماع مركب
الإجماع المركب عبارة عن الاتفاق في الحكم مع الاختلاف في المأخذ؛ لكن يصير الحكم مختلفا فيه بفساد أحد المأخذين، مثاله: انعقاد الإجماع على انتقاض الطهارة عند وجود القيء والمس معا، لكن مأخذ الانتقاض عندنا القيء، وعند الشافعي: المس، فلو قدر عدم كون القيء ناقضا، فنحن لا نقول بالانتقاض، فلم يبق الإجماع، ولو قدر عدم كون المس ناقضا، فالشافعي لا يقول بالانتقاض، فلم يبق الإجماع أيضا.

## تعريفات أخرى
- عدم القائل بالفصل . وهو أن تكون المسألتان مختلفاً فيهما، ولم يفرق بينهما أهل العصر السابق . فإذا ثبت أحدهما على الخصم ثبت الآخر؛ لأنه لا قائل بالفرق بينهما . وقيل المركب أعم من هذا . ومن ذلك إذا خرج العلماء من أصل واحد مسائل مختلفة، فما يثبت لمسألة يثبت للأخرى بناء على الاتفاق في الأصل، مثل قول الحنفية : «إن النهي عن التصرفات الشرعية كالصلاة، والبيع يوجب تقريرها». فبناء على ذلك يصح نذر الصيام يوم عيد النحر، والبيع الفاسد يفيد الملك؛ وذلك لعدم القائل بالفصل، فمن قال بصحة النذر قال بإفادة الملك .
- الإجماع المستفاد من اختلاف أهل العصر الأول على قولين، فيدل على منع قول ثالث . كاختلاف أهل العصر الأول في إرث الجد مع الإخوة على قولين؛ فقال قوم بتوريث الإخوة مع الجد، وقال قوم بتوريث الجد فقط، وحجب الإخوة . وهذا إجماع منهم على عدم جواز أن يقال بتوريث الإخوة فقط دون الجد .[2]